# Vern
Der Vern ist ein Fluss in Frankreich, der im Département Dordogne in der Region Nouvelle-Aquitaine verläuft. Er entspringt im Gemeindegebiet von Veyrines-de-Vergt, entwässert generell in nordwestlicher Richtung und mündet nach rund 40 Kilometern im Gemeindegebiet von Neuvic als linker Nebenfluss in die Isle. Westlich von Vergt, beim Ort Pont Romieux, verschwindet der Vern im karstigen Untergrund und tritt in mehreren Karstquellen, die sich über eine Entfernung von bis zu 14 Kilometern verteilen, wieder ans Tageslicht.

## Orte am Fluss
- Salon
- Vergt
- Manzac-sur-Vern
- Grignols
- Neuvic